# 도자마촌
도자마촌(일본어: 外様村)은 일본 나가노현 시모미노치군에 있던 촌이다. 현재의 이야마시에 해당한다.

## 역사
- 1889년 4월 1일 - 정촌제 시행에 의해 3촌의 구역을 확장해 시모미노치군 도자마촌이 성립하였다.
- 1954년 8월 1일 - 시모미노치군 이야마정, 아키쓰촌, 야나기하라촌, 도키와촌, 시모타카이군 기지마촌, 미즈호촌과 합병해, 이야마시가 성립하여, 동일 도키와촌은 폐지되었다.

## 참고문헌
- 角川日本地名大辞典 20 長野県